# Oreaeschna
Oreaeschna is een geslacht van libellen (Odonata) uit de familie van de glazenmakers (Aeshnidae).

## Soorten
Oreaeschna omvat 2 soorten:
- Oreaeschna dictatrix Lieftinck, 1937
- Oreaeschna dominatrix Vick & Davies, 1990